# Edward Horoszkiewicz
Edward Horoszkiewicz (ur. 6 grudnia 1938 w miejscowości Balarka w województwie wołyńskim, zm. 20 czerwca 2018 w Pleszewie) – polski lekarz ginekolog i polityk, poseł na Sejm X kadencji.

## Życiorys
Syn Baltazara i Izabeli. Ukończył w 1968 studia na Akademii Medycznej w Poznaniu, uzyskując tytuł zawodowy lekarza medycyny. Zawodowo związany ze służbą zdrowia w Pleszewie, przez 22 lata zajmował stanowisko dyrektora Zakładu Opieki Zdrowotnej. W 1971 uzyskał specjalizację I stopnia w zakresie położnictwa i ginekologii, prowadzi prywatny gabinet ginekologiczny w tym mieście. Był członkiem Krajowej Rady Zdrowia.
Do Polskiej Zjednoczonej Partii Robotniczej wstąpił w 1964, do której należał do jej rozwiązania. W 1989 uzyskał mandat posła na Sejm kontraktowy. Został wybrany w okręgu kaliskim z puli PZPR. Na koniec kadencji należał do Poselskiego Klubu Pracy, zasiadał w Komisji Zdrowia, Komisji Regulaminowej i Spraw Poselskich, a także w Komisji do rozpatrzenia sprawozdania Państwowej Komisji Wyborczej oraz protestów wyborczych wraz z opinią Sądu Najwyższego w tej sprawie. W 1991 bez powodzenia kandydował do Senatu w województwie kaliskim.
W późniejszym czasie działał w samorządzie terytorialnym. Z ramienia Sojuszu Lewicy Demokratycznej w latach 1998–2002 był radnym sejmiku wielkopolskiego, a w latach 2002–2006 radnym powiatu pleszewskiego, po czym zakończył aktywność polityczną.
Pochowany na cmentarzu parafialnym w Pleszewie.

## Odznaczenia
- Krzyż Kawalerski Orderu Odrodzenia Polski (1985)
- Złoty Krzyż Zasługi (1977)
- Medal 40-lecia Polski Ludowej[4]